# Tapolca
Tapolca là một thành phố thuộc hạt Veszprém, Hungary. Thành phố này có diện tích 63,48 km², dân số năm 2010 là 16035 người, mật độ 253 người/km².